# Herbert Simoleit
Herbert Simoleit (ur. 22 maja 1908 w Berlinie, zm. 13 listopada 1944 w Halle) – niemiecki ksiądz rzymskokatolicki, przeciwnik narodowego socjalizmu. Jest szczecińskim męczennikiem, który w ramach akcji Fall Stettin wymierzonej w Kościół katolicki, został aresztowany i na podstawie wyroku hitlerowskiego sądu wojennego skazany na karę śmierci przez zgilotynowanie.

## Życiorys

### Młodość
Urodził się w berlińskiej dzielnicy Steglitz w protestancko-katolickiej rodzinie i został wychowany po katolicku przez głęboko wierzącą matkę wbrew woli ojca. W czasie wielkiego kryzysu rodzina popadła w ekonomiczne problemy i młody Herbert musiał podjąć pracę zarobkową, aby ją utrzymywać, odkładając w czasie plany zostania księdzem.

### Kapłaństwo
Dzięki wysiłkom chorej matki i siostry wstąpił do seminarium duchownego we Fuldzie, i w 1939 otrzymał święcenia kapłańskie z rąk biskupa Konrada von Preysinga. Został wikarym w Greifswaldzie, gdzie proboszczem był ks. dr Alfons M. Wachsmann, znany ze swoich poglądów antyfaszystowskich. W 1941 Został przeniesiony do Szczecina, do diaspory w której katolicy byli w zdecydowanej mniejszości. Tu przebywał w parafii św. Jana Chrzciciela, gdzie wśród niemieckiej młodzieży i żołnierzy prowadził cotygodniowe rozmowy uświadamiając o szkodliwości dalszych działań wojennych i rozmiarze zbrodni popełnionych przez SS.
Wśród słuchaczy był również agent gestapo Franz Pissaritsch, działający pod pseudonimem inż. Georg Hagen.

### Aresztowanie i męczeńska śmierć
W nocy z 4 na 5 lutego 1943 został aresztowany wraz z 40 katolikami, w tym jedenastoma duchownymi rzymskokatolickimi m.in. błogosławionym ks. Karolem Lampertem, o. Friedrichem Lorenzem OMI, ks. Albertem Hirschem i ks. drem Alfonsem M. Wachsmannem. Był to skutek prowokacji Gestapo skierowanej przeciwko szczecińskim katolikom w ramach akcji Fall Stettin.
Przed sądem trzej szczecińscy duszpasterze usłyszeli trzy zarzuty: słuchanie wrogiej propagandy przez radio, rozkład moralny i sprzyjanie wrogowi. 13 listopada 1944 ksiądz Herbert Simoleit został ścięty w więzieniu Roter Ochse Halle, na mocy wyroku sądu wojennego (niem. Reichskriegsgericht) w Torgau z dnia 28 lipca 1944.

## Pamięć
W krypcie katedry św. Jadwigi Śląskiej w Berlinie-Mitte znajduje się tablica pamiątkowa ku jego czci

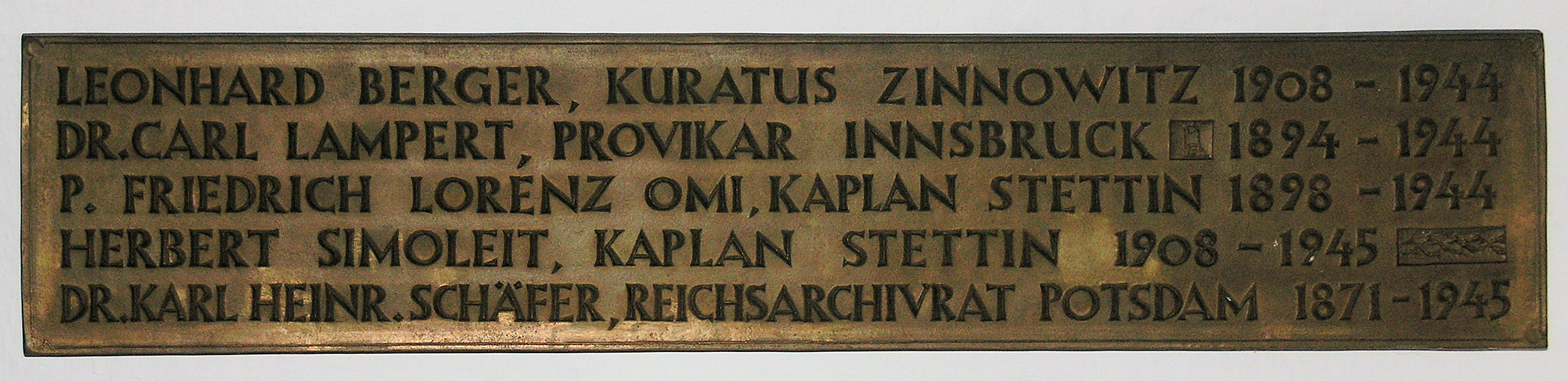
Część tablicy poświęcona pamięci katolików z archidiecezji berlińskiej zamordowanych przez nazistów, znajdująca się w katedrze św Jadwigi Śląskiej w Berlinie